# Sandercock Island
Sanderock Island (norwegisch Storneskalven) ist eine Insel vor der Ingrid-Christensen-Küste des ostantarktischen Prinzessin-Elisabeth-Lands. Sie liegt unmittelbar nördlich der Halbinsel Stornes im Gebiet der Larsemann Hills.
Norwegische Kartographen kartierten sie 1946 anhand von Luftaufnahmen der norwegischen Lars-Christensen-Expedition 1936/37. Das Antarctic Names Committee of Australia benannte sie nach dem Flugstaffelführer James C. Sandercock von der Royal Australian Air Force, Flugdienstleiter auf der Mawson-Station im Jahr 1959. In China heißt die Insel Aomen Dao (chinesisch 澳门島 ‚Macau-Insel‘).